# نادي أتليتكو باليرمو
نادي أتليتكو باليرمو هو نادي رياضي من حي باليرمو في بوينس آيرس، الأرجنتين.